# Superfície cilíndrica
Una superfície cilíndrica és una superfície il·limitada formada per la unió de les rectes paral·leles que passen per cada un dels punts d'una corba fixa, anomenada directriu. Una superfície cilíndrica es pot imaginar com un cas particular de superfície cònica amb el vértex a l'infinit, és a dir, amb les generatrius paral·leles.
El cos sòlid anomenat cilindre es forma quan una superfície cilíndrica que tingui una circumferència per directriu es talla amb dos plans paral·lels. S'anomena base del cilindre a cada una de les figures planes que delimiten els extrems del cilindre, i eix del cilindre a la recta que uneix els centres de les bases. Les bases seran cercles o el·lipses segons si els plans secants eren perpendiculars o oblics respecte a l'eix del cilindre.
Quan l'eix és perpendicular a les bases i, per tant, les bases són cercles, la figura s'anomena cilindre recte, i es pot imaginar com el cos format per la revolució d'un rectangle sobre un dels seus costats com a eix de revolució.